# 錢庫瓦尼亞山
14°37′23″S 72°28′9″W / 14.62306°S 72.46917°W
錢庫瓦尼亞山（西班牙語：Chancohuana），是秘魯的山峰，位於該國南部阿普里馬克大區的安塔班巴省，屬於安第斯山脈的一部分，處於瓦伊塔內山以北和瓦雲卡山東南面，海拔高度5,331米。